# 고메이 천황
고메이 천황(일본어: 孝明天皇, 1831년 7월 22일 ~ 1867년 1월 30일)은 1846년 3월 10일부터 1867년 1월 30일까지 재위했던 121대 일본 천황이다. 휘는 오사히토(統仁), 아명은 히로노미야(煕宮)이다.

## 생애

### 즉위와 왕의 친정 체제 확보
어렸을 때에는 히로노미야(煕宮)로 불렸다. 덴포 11년(1840년) 음력 3월 14일(4월 16일)에 태자로 세워졌고 고카 3년(1846년)에 아버지 닌코 천황이 별세하면서 즉위하였다. 고메이 천황은 부황과 마찬가지로 학문을 좋아하였고, 부황의 유지를 받들어 공가들의 교육을 위한 가쿠슈인을 지었다.
가에이 6년(1853년), 미국의 페리 제독이 이끄는 군함이 나타나 개항을 요구하였고(구로후네 사건), 일본은 미국과 통상조약을 체결했다(미·일 수호 통상조약). 이후 정치에 적극적으로 관여하기 시작해, 안세이 5년(1858년) 7월 27일에는 40년 동안 조정을 주도하고 있던 태합 다카쓰카사 마사미치(鷹司政通)의 나이란(內覽) 직권을 정지시키고 출가할 것을 종용하는가 하면, 두 달 뒤인 9월 4일에는 간파쿠 구조 히사타다(九条尚忠)의 나이란 직권까지 정지시켰다.(다만 간파쿠직은 10월 19일까지 유지) 이로써 조정에서의 주도권 확보를 도모하였다.

### 왕의 친정 보다 관료 정치를 불신
막부 정치에 대해서도 발언력을 가지고 있었던 고메이 천황은 다이로인 이이 나오스케가 미·일 수호 통상조약을 비롯한 조약 추진 및 체결 과정에서 천황의 칙허도 얻지 않고 조약을 맺은 사실에 대해 불신을 드러냈고, 분큐 3년(1863년)에는 양이(攘夷)의 칙명을 내리기도 했다(분큐 3년 3월의 양이 칙명). 그 영향으로 시모노세키 전쟁이나 사쓰에이 전쟁이 일어났으며 일본 내에서 외국인 습격 사건 등의 양이 운동이 발발하기도 했다.
외래의 것을 배척하고 개국에도 반대하는 등 양이에 대한 의사가 강했던 천황이였지만, 로주 안도 노부마사 및 여러 친막부파 공경들의 주선으로 이복 여동생인 가즈노미야 지카코 내친왕을 제14대 쇼군 도쿠가와 이에모치에게 시집보내는 등의 공무합체 운동이란 것도 어디까지나 막부의 힘에 의지한 쇄국 유지를 바란 것이었다(혼인 자체도 천황은 애초에는 반대하고 있었지만). 그나마 이 결혼도 이에모치의 요절로 4년 만에 효력을 잃으면서 막부와 존왕양이파의 대립은 심화된다. 한편으로 이에모치가 상경해 왔을 때는, 양이 기원을 위해 가모 신사(賀茂神社)나 이와시미즈 하치만궁에 행차하기도 했다(이 행차에 대해서도 천황 자신의 의사인지에 대해서는 의문이 있다). 교토 수호직인 아이즈번주 마쓰다이라 가타모리에 대한 신임은 특히 두터웠다고 말해진다. 한편으로는 존왕양이를 외치는 공가들이 조슈 세력과 결탁해 여러 가지 공작을 벌인 일 등도 있어, 조슈번에 대해서는 줄곧 혐오의 뜻을 드러냈다. 이 혐오감에 대해서는 《고메이천황기(孝明天皇記)》에 기록된 서간에 명기되어 있다. 그러한 천황의 태도는 제2차 조슈 정벌의 한 원인이 되었다.

### 외세 배척운동의 구심점
그러나 일본의 양이 즉 외세에 대한 배척운동의 구심점이 고메이 천황의 의지에 있음을 간파한 서구 열강은 게이오(慶応) 원년(1865년), 자국 함대가 오사카(大坂) 만까지 들어오도록 허용하는 조약의 칙허를 천황에게 요구했다. 천황은 사태의 심각성을 깨닫고 칙허를 내주었지만, 이 해에는 실제로 궁중에만 머무르며 서양 의학에 대한 금지령을 내리는 등 보수적인 자세는 무너뜨리지 않았다.(다만 유품 가운데 서양 시계가 있는 것을 보면 서양 문명을 완전히 부정한 것 같지도 않다)
소위 말하는 막말에 이르러 천황 및 조정의 정치적 지위는 외관상으로는 급속히 높아져 있었지만, 실제로는 막부나 이치카이소(一会桑)·사쓰마번·조슈번 같은 여러 번과 공가·지사들의 권력 쟁탈전에 말려들면서 정작 고메이 천황 자신의 권위는 저하되어 갔다. 분큐 3년(1863년) 4월 22일자의 나카가와노미야에게 보낸 서간에서, 덴노는 4월 10일에 있었던 이와시미즈 하치만구 행차에 대해 그날 천황 자신의 컨디션이 그리 좋지 않았는데도 산조 사네토미 등이 "무리해서라도 봉련(鳳輦)에 타셔야 한다"라고 거의 협박에 가까운 강권을 했었다고 고백하기도 하고, 니조 나리유키나 나카가와노미야·고노에 다다히로에게 보낸 발신 날짜가 분명하지 않은(다만 8월 18일의 정변 직후에 보낸 것으로 여겨지는) 편지에서는 여러 세력들이 겉으로만 조정의 위세를 내세우며 실상은 자신들의 이익을 챙기기 바빠, 정작 천황 자신의 진심과는 다른 칙어가 작성되기도 하는 현상을 한탄하고 있다.

### 비판세력과 반목하는 천황
이러한 상황 속에서 점차 천황에 대한 비판이 터져나오기 시작했다. 주로 공무합체를 유지하려는 천황의 생각에 대한 것이었다. 제2차 조슈 정벌을 명하는 고메이 천황의 칙명이 내려졌을 때, 오쿠보 도시미치는 사이고 기치노스케에게 보낸 편지에서 '의롭지 못한 칙명'이라고 공언하는가 하면, 이와쿠라 도모미는 국내 여러 파의 대립의 근간이 천황에게 있다며 은근히 시사하면서 천황이 천하에 대해 사죄하여 신뢰를 회복하고 정치를 쇄신해 조정의 구심력을 회복해야 한다고도 했다. 게이오 2년(1866년) 8월 30일, 덴노의 방침에 반대하다 추방된 공가 22명의 복귀를 요구하는 사건이 발생하고, 사쓰마 번의 요청을 받은 내대신 고노에 다다후사가 이들 공가에 대한 천황의 처분에 대해 시비를 바로잡으려 하자 천황은 "원복(元服)한 이래 (다다후사의) 관위를 승진시켜준 선지가 어디에서 나왔던가, 여지껏 (다다후사의) 예식 참내는 어디서 했는가"라며 다다후사를 규탄하는 서신을 보내기도 했다.
게이오 2년(1866년) 12월 25일, 재위 21년 만에 사망했다. 향년 36세. 사인은 천연두로 진단되었으나 완쾌되는 과정에서 급사했다.

## 독살설
당대 일본에서는 고메이 천황이 이와쿠라 도모미에게 독살당했다는 설이 유행했다. 한편 당대 조선에서는 이토 히로부미가 고메이 천황을 독살했다는 설이 유행했다. 믿을 만한 근거가 있는 설이 아니었음에도 이 독살설은 상당히 널리 알려졌는데, 심지어 이토 히로부미를 사살한 안중근 의사도 그 후 재판 과정에서 이토 히로부미의 15개 죄목 중 하나로 <일본 메이지 천황의 아버지 태황제를 죽인 죄>를 언급한 바 있고, 유학자이자 의병장이었던 최익현도 이토 히로부미는 자기 나라 임금을 죽인 역적이라고 주장한 바 있다.

## 가족
고메이 천황은 닌코 천황의 넷째 아들로 태어났다. 어머니는 오기마치 사네미츠의 딸 닌코 천황의 텐지 후지와라노 나오코 (신타이켄몬인)이다. 양어머니는 좌대신 타카츠카사 마사히로의 딸 닌코 천황의 뇨고 후지와라노 야스코 (신사쿠헤이몬인)이다. 황후 구조 아사코 사이에 아들이 없어 후궁 소생의 차남을 황후의 양자로 삼았고, 그가 훗날의 메이지였다.
- 뇨고 : 구조 아사코(에이쇼 황태후, 1834년 ~ 1897년)
  - 제1황녀: 요리코 내친왕(順子内親王, 1850년 ~ 1852년）
  - 제2황녀: 후키노미야 (富貴宮, 1858년 ~ 1859년）
  - 양자/서자: 사치노미야 무쓰히토 친왕（메이지 천황）(122대)

- 텐지 : 보조 다다코(坊城伸子, 1830년 ~ 1850년）
  - 제1황자: 묘코게인 (妙香華院, 1850년）

- 텐지 : 나카야마 요시코(中山慶子, 산미노쓰보네(三位局), 1835년 ~ 1907년）
  - 제2황자: 사치노미야 무쓰히토 친왕 (황후의 양자가 됨)

- 텐지 : 호리카와 모토코(堀河紀子, 1837년 ~ 1910년）
  - 제3황녀: 스마노미야 (寿万宮, 1859년 ~ 1861년）
  - 제4황녀: 다다노미야 (理宮, 1861년 ~ 1862년）
- 텐지 : 이마키 시게코(今城重子, 1828년 ~ 1901년）
- 텐지 : 이마키 나오코
- 양자ㆍ유자
  - 칸인노미야 코토히토 친왕 - 산보인 몬제키, 환속 후, 칸인노미야 상속
  - 후시미노미야 사다나루 친왕 - 후시미노미야
  - 카쵸노미야 히로츠네 친왕 - 치온인 몬제키, 환속 후, 카쵸노미야 상속
  - 키타시라카와노미야 사토나리 친왕 - 쇼고인 몬제키, 환속 후, 키타시라카와노미야 상속

## 일화
메이지 시대에서 패전 뒤까지 활약했던 일본의 수필가 사토 고세키(佐藤垢石)가 쓴 '도미 감시'(にらみ鯛)라는 글에 보면, 고메이 천황의 재위기인 만엔 원년(1860년) 무렵의 일로 한여름이라 황궁에 어선(御膳) 즉 수라상에 올릴 생선들이 모조리 썩어서 악취가 나고 먹을 수가 없을 지경이었다. 또 천황이 연회를 열었을 때 황궁 안에는 언제나 술이 모자란다는 이유로 술에다 물을 타서 마셨고 때문에 결국 연회에 모인 사람들이 술을 몇 잔을 마셔도 도무지 취할 수가 없었다. 그리고 연회에 연어 한 조각이 남은 것을 본 고메이 천황이 "그것을 버려서는 아니된다. 짐이 두었다 저녁 반주에 먹겠다"(これを棄ててはならぬ。朕は晩酌の佳肴とするつもりである)고 명했다는, 한 나라의 국왕의 살림살이라고 하기에는 너무나 곤핍한 에피소드가 소개되어 있다. 이는 에도 시대 천황가가 처해 있던, 막부로부터 윗사람이라는 대접만 받았지 실상은 빈껍데기만도 못한 처지였던 현실을 보여 주고 있다.

## 같이 보기
- 일본 천황
- 헤이안 신궁
- 쓰키노와 능·노치노쓰키노와 능

1. ↑  “にらみ鯛 - 佐藤垢石 (靑空文庫) (일본어)”.